# Tom Adeyemi
Thomas Oluseun Adeyemi (Milton Keynes, Inglaterra, 24 de octubre de 1991) es un exfutbolista inglés que jugaba de centrocampista.

## Trayectoria
Adeyemi hizo su debut en el primer equipo del Norwich, el 8 de agosto de 2009, como sustituto de Matthew Gill durante su pesada derrota 7-1 al Colchester United en la primera jornada de la temporada 2009-10.
Adeyemi firmó para el Oldham Athletic de la League One en un acuerdo de préstamo de cinco meses en agosto de 2011.
Se unió al Brentford en un acuerdo de préstamo de seis meses el 29 de agosto de 2012 después de haber sido traído por el Gerente del Brentford, Uwe Rösler.
Adeyemi firmó un contrato de tres años con el Cardiff City el 7 de agosto de 2014, después de haber sido firmado por Ole Gunnar Solskjær.
El 14 de julio de 2015 se unió al Leeds United en un préstamo durante toda la temporada con la opción de un acuerdo permanente cifrado en £1m.
Al término de la temporada 2018-19 abandonó el Ipswich Town F. C. Debido a los problemas físicos que sufrió en su etapa en este club, decidió retirarse a la edad de 27 años.

## Clubes
| Club                                | País       | Año       |
| ----------------------------------- | ---------- | --------- |
| Norwich City F. C.                  | Inglaterra | 2008-2013 |
| Bradford City A. F. C. (préstamo)   | Inglaterra | 2010-2011 |
| Oldham Athletic A. F. C. (préstamo) | Inglaterra | 2011-2012 |
| Brentford F. C. (préstamo)          | Inglaterra | 2012-2013 |
| Birmingham City F. C.               | Inglaterra | 2013-2014 |
| Cardiff City F. C.                  | Gales      | 2014-2017 |
| Leeds United F. C. (préstamo)       | Inglaterra | 2015-2016 |
| Rotherham United F. C. (préstamo)   | Inglaterra | 2016-2017 |
| Ipswich Town F. C.                  | Inglaterra | 2017-2019 |